# Basiano (senador)
Basiano (en latín: Bassianus) fue un senador romano, a quien el emperador Constantino I hizo casar con su media hermana, Anastasia. En 314, Constantino esperaba elevar a Basiano al rango imperial de césar, pero el coaugusto de Oriente, Licinio, se opuso a esta medida con éxito. Según el Anónimo Valesiano, una crónica latina compuesta durante la antigüedad tardía, Basiano fue acusado de conspirar contra el trono y fue ejecutado por Constantino.

## Biografía
La elección de Basiano probablemente se puede entender debido al hecho de que su hermano Senecio era un alto funcionario al servicio de Licinio, el colega de Constantino en el Oriente, y por lo tanto este matrimonio fortalecería el vínculo entre los dos augustos.
En 316, Constantino envió a su medio hermano Julio Constancio con Licinio en Sirmio, con la propuesta de elevar a Basiano al rango de césar y otorgarle poder sobre Italia. Licinio se negó a reconocer este nombramiento y habló con Senecio con el fin de que coordinara con su hermano asesinar a Constantino y conquistar Italia para Licinio. La conspiración fue descubierta y Basiano fue arrestado y ejecutado. Constantino pidió a Licinio que le entregara a Senecio, pero Licinio se negó y derribó las estatuas de su par en Emona, en la frontera entre las dos esferas de influencia; estos hechos provocaron el estallido de las hostilidades entre Constantino y Licinio, episodio de guerra civil conocido como batalla de Cibalis.
Estudios prosopográficos recientes sugieren que Basiano y Senecio eran miembros de las familias de la gens Anicia y de Nummii Albini Seneciones.